# Peter Lodenius
Peter Lodenius, född 13 oktober 1942 i Helsingfors, död 25 november 2018 i Helsingfors, var en finlandssvensk journalist och författare som var chefredaktör för kultur- och samhällstidskriften Ny Tid åren 1985–2000.
Lodenius studerade statslära och nationalekonomi vid Helsingfors universitet. Han arbetade som utrikesredaktör vid Finska Notisbyrån 1966–1973 och redaktör på Ny Tid 1973–2007. Lodenius tilldelades Statens informationspris 1992, tillsammans med Ny Tids Tapani Ritamäki och Trygve Söderling, och fick Topeliuspriset år 1995.
Hans far var chefredaktör Erik Lodenius och farfar chefredaktör Elias Lodenius. Hans dotter, tillsammans med hustrun, journalisten och fredsaktivisten Maarit Sinervo, är Laura Lodenius, långvarig verksamhetsledare för Finlands fredsförbund.